# 2015年のNFLドラフト
2015年のNFLドラフトは80回目のNFLドラフト。2015年4月30日から5月2日までの3日間イリノイ州シカゴで開催された。NFL32チームから合計256名の選手が指名された。2014年のレギュラーシーズンの成績及びプレーオフの成績に基づき、完全ウェーバー制でタンパベイ・バッカニアーズが最初の指名権を得て、フロリダ州立大学のジェイミス・ウィンストンを全体1位で指名した。ウィンストンは2013年のハイズマン賞受賞者である。全体2位ではテネシー・タイタンズが2014年のハイズマン賞受賞者のマーカス・マリオタを指名した。
ドラフト全体10位で前年11月にアキレス腱を断裂したトッド・ガーリーが指名された。ドラフト1巡でランニングバックが指名されるのは2012年以来のことであった。サンディエゴ・チャージャーズはトレードアップで指名順位を2つあげ全体15位でメルビン・ゴードンを指名した。

## 指名選手
指名された256人のポジションごとの人数は次のとおりである。
- 35 ワイドレシーバー
- 34 ラインバッカー
- 30 コーナーバック
- 24 ディフェンシブタックル
- 23 ディフェンシブエンド
- 20 ディフェンシブタックル
- 19 タイトエンド
- 18 ランニングバック
- 16 オフェンシブガード
- 16 セイフティ
- 7 クォーターバック
- 6 センター
- 4 フルバック
- 1 パンター
- 1 ロングスナッパー

指名順位の数字の後の*は、FAで失った選手に対して自動的に計算し与えられる32の補償ドラフトを示す。

### 1巡指名選手
| 指名順位 | チーム                             | 選手名                   | ポジション | 出身大学               |
| 1        | タンパベイ・バッカニアーズ         | ジェイミス・ウィンストン | QB         | フロリダ州立大学       |
| 2        | テネシー・タイタンズ               | マーカス・マリオタ       | QB         | オレゴン大学           |
| 3        | ジャクソンビル・ジャガーズ         | ダンテ・ファウラー       | DE         | フロリダ大学           |
| 4        | オークランド・レイダース           | アマリ・クーパー         | WR         | アラバマ大学           |
| 5        | ワシントン・レッドスキンズ         | ブランドン・シャーフ     | OT         | アイオワ大学           |
| 6        | ニューヨーク・ジェッツ             | レナード・ウィリアムズ   | DE         | USC                    |
| 7        | シカゴ・ベアーズ                   | ケビン・ホワイト         | WR         | ウェストバージニア大学 |
| 8        | アトランタ・ファルコンズ           | ヴィック・ビーズリー     | DE         | クレムソン大学         |
| 9        | ニューヨーク・ジャイアンツ         | エレック・フラワーズ     | OT         | マイアミ大学           |
| 10       | セントルイス・ラムズ               | トッド・ガーリー         | RB         | ジョージア大学         |
| 11       | ミネソタ・バイキングス             | トレー・ウェインズ       | CB         | ミシガン州立大学       |
| 12       | クリーブランド・ブラウンズ         | ダニー・シェルトン       | DT         | ワシントン大学         |
| 13       | ニューオーリンズ・セインツ         | アンドラス・ピート       | OT         | スタンフォード大学     |
| 14       | マイアミ・ドルフィンズ             | デバンテ・パーカー       | WR         | ルイビル大学           |
| 15       | サンディエゴ・チャージャーズ       | メルビン・ゴードン       | RB         | ウィスコンシン大学     |
| 16       | ヒューストン・テキサンズ           | ケビン・ジョンソン       | CB         | ウェイクフォレスト大学 |
| 17       | サンフランシスコ・49ers            | アリク・アームステッド   | DE         | オレゴン大学           |
| 18       | カンザスシティ・チーフス           | マーカス・ピーターズ     | CB         | ワシントン大学         |
| 19       | クリーブランド・ブラウンズ         | キャメロン・アービング   | C          | フロリダ州立大学       |
| 20       | フィラデルフィア・イーグルス       | ネルソン・アグホロー     | WR         | USC                    |
| 21       | シンシナティ・ベンガルズ           | セドリック・オグブエヒ   | OT         | テキサスA&M大学        |
| 22       | ピッツバーグ・スティーラーズ       | バド・デュプリー         | LB         | ケンタッキー大学       |
| 23       | デンバー・ブロンコス               | シェーン・レイ           | DE         | ミズーリ大学           |
| 24       | アリゾナ・カージナルス             | D・J・ハンフリーズ       | OT         | フロリダ大学           |
| 25       | カロライナ・パンサーズ             | シャック・トンプソン     | LB         | ワシントン大学         |
| 26       | ボルチモア・レイブンズ             | ブレシャド・ペリーマン   | WR         | セントラルフロリダ大学 |
| 27       | ダラス・カウボーイズ               | バイロン・ジョーンズ     | CB         | コネチカット大学       |
| 28       | デトロイト・ライオンズ             | レイキン・トムリンソン   | G          | デューク大学           |
| 29       | インディアナポリス・コルツ         | フィリップ・ドーセット   | WR         | マイアミ大学           |
| 30       | グリーンベイ・パッカーズ           | ダマリアス・ランドール   | S          | アリゾナ州立大学       |
| 31       | ニューオーリンズ・セインツ         | ステフォン・アンソニー   | LB         | クレムソン大学         |
| 32       | ニューイングランド・ペイトリオッツ | マルコム・ブラウン       | DT         | テキサス大学           |

### 2巡指名選手
| 指名順位 | チーム                             | 選手名                       | ポジション | 出身大学               |
| 33       | ニューヨーク・ジャイアンツ         | ランドン・コリンズ           | S          | アラバマ大学           |
| 34       | タンパベイ・バッカニアーズ         | ドノバン・スミス             | OT         | ペンシルベニア州立大学 |
| 35       | オークランド・レイダース           | マリオ・エドワーズ・ジュニア | DE         | フロリダ州立大学       |
| 36       | ジャクソンビル・ジャガーズ         | T・J・イェルドン             | RB         | アラバマ大学           |
| 37       | ニューヨーク・ジェッツ             | デビン・スミス               | WR         | オハイオ州立大学       |
| 38       | ワシントン・レッドスキンズ         | プレストン・スミス           | DE         | ミシシッピ州立大学     |
| 39       | シカゴ・ベアーズ                   | エディー・ゴールドマン       | DT         | フロリダ州立大学       |
| 40       | カロライナ・パンサーズ             | ドリアル・グリーン＝ベッカム | WR         | ミズーリ大学           |
| 41       | カロライナ・パンサーズ             | デビン・ファンチェス         | WR         | ミシガン大学           |
| 42       | アトランタ・ファルコンズ           | ジェイレン・コリンズ         | CB         | LSU                    |
| 43       | ヒューストン・テキサンズ           | ベナドリック・マッキニー     | LB         | ミシシッピ州立大学     |
| 44       | ニューオーリンズ・セインツ         | ハウオリ・キカハ             | LB         | ワシントン大学         |
| 45       | ミネソタ・バイキングス             | エリック・ケンドリクス       | LB         | UCLA                   |
| 46       | サンフランシスコ・49ers            | ジャクイスキ・タート         | S          | サンフォード大学       |
| 47       | フィラデルフィア・イーグルス       | エリック・ロウ               | CB         | ユタ大学               |
| 48       | サンディエゴ・チャージャーズ       | デンゼル・ペリーマン         | LB         | マイアミ大学           |
| 49       | カンザスシティ・チーフス           | ミッチ・モース               | OG         | ミズーリ大学           |
| 50       | バッファロー・ビルズ               | ロナルド・ダービー           | CB         | フロリダ州立大学       |
| 51       | クリーブランド・ブラウンズ         | ネイト・オーチャード         | DE         | ユタ大学               |
| 52       | マイアミ・ドルフィンズ             | ジョーダン・フィリップス     | DT         | オクラホマ大学         |
| 53       | シンシナティ・ベンガルズ           | ジェイク・フィッシャー       | OT         | オレゴン大学           |
| 54       | デトロイト・ライオンズ             | アミール・アブダラー         | RB         | ネブラスカ大学         |
| 55       | ボルチモア・レイブンズ             | マックス・ウィリアムズ       | TE         | ミネソタ大学           |
| 56       | ピッツバーグ・スティーラーズ       | センケズ・ゴルソン           | CB         | ミシシッピ大学         |
| 57       | セントルイス・ラムズ               | ロブ・ハーベンスタイン       | OT         | ウィスコンシン大学     |
| 58       | アリゾナ・カージナルス             | マーカス・ゴールデン         | DE         | ミズーリ大学           |
| 59       | デンバー・ブロンコス               | タイ・サンブライロ           | PT         | コロラド州立大学       |
| 60       | ダラス・カウボーイズ               | ランディ・グレゴリー         | LB         | ネブラスカ大学         |
| 61       | タンパベイ・バッカニアーズ         | アリ・マーペット             | OG         | ホバート大学           |
| 62       | グリーンベイ・パッカーズ           | クインテン・ロリンズ         | CB         | マイアミ大学           |
| 63       | シアトル・シーホークス             | フランク・クラーク           | DE         | ミシガン大学           |
| 64       | ニューイングランド・ペイトリオッツ | ジョーダン・リチャーズ       | S          | スタンフォード大学     |

### 3巡指名選手
| 指名順位 | チーム                             | 選手名                   | ポジション | 出身大学                       |
| 65       | インディアナポリス・コルツ         | ドジョン・スミス         | CB         | フロリダ・アトランティック大学 |
| 66       | テネシー・タイタンズ               | ジェレマイア・ポウタシ   | OG         | ユタ大学                       |
| 67       | ジャクソンビル・ジャガーズ         | A・J・カン               | OG         | サウスカロライナ大学           |
| 68       | オークランド・レイダース           | クライブ・ウォルフォード | TE         | マイアミ大学                   |
| 69       | シアトル・シーホークス             | タイラー・ロケット       | WR         | カンザス州立大学               |
| 70       | ヒューストン・テキサンズ           | ジェイレン・ストロング   | WR         | アリゾナ州立大学               |
| 71       | シカゴ・ベアーズ                   | フロニス・グラス         | C          | オレゴン大学                   |
| 72       | セントルイス・ラムズ               | ジェイモン・ブラウン     | OT         | ルイビル大学                   |
| 73       | アトランタ・ファルコンズ           | テビン・コールマン       | RB         | インディアナ大学               |
| 74       | ニューヨーク・ジャイアンツ         | オワ・オディジズワ       | DE         | UCLA                           |
| 75       | ニューオーリンズ・セインツ         | ギャレット・グレイソン   | QB         | コロラド州立大学               |
| 76       | カンザスシティ・チーフス           | クリス・コンリー         | WR         | ジョージア大学                 |
| 77       | クリーブランド・ブラウンズ         | デューク・ジョンソン     | RB         | マイアミ大学                   |
| 78       | ニューオーリンズ・セインツ         | P・J・ウィリアムズ       | CB         | フロリダ州立大学               |
| 79       | サンフランシスコ・49ers            | イーライ・ハロルド       | DE         | バージニア大学                 |
| 80       | デトロイト・ライオンズ             | アレックス・カーター     | CB         | スタンフォード大学             |
| 81       | バッファロー・ビルズ               | ジョン・ミラー           | OG         | ルイビル大学                   |
| 82       | ニューヨーク・ジェッツ             | ロレンゾ・モールディン   | LB         | ルイビル大学                   |
| 83       | サンディエゴ・チャージャーズ       | クレイグ・メイジャー     | CB         | テキサス州立大学               |
| 84       | フィラデルフィア・イーグルス       | ジョーダン・ヒックス     | LB         | テキサス大学                   |
| 85       | シンシナティ・ベンガルズ           | タイラー・クロフト       | TE         | ラトガース大学                 |
| 86       | アリゾナ・カージナルス             | デビッド・ジョンソン     | RB         | 北アイオワ大学                 |
| 87       | ピッツバーグ・スティーラーズ       | サミー・コーツ           | WR         | オーバーン大学                 |
| 88       | ミネソタ・バイキングス             | ダニール・ハンター       | DE         | LSU                            |
| 89       | セントルイス・ラムズ               | ショーン・マニオン       | QB         | オレゴン州立大学               |
| 90       | ボルチモア・レイブンズ             | カール・デービス         | DT         | アイオワ大学                   |
| 91       | ダラス・カウボーイズ               | チャズ・グリーン         | OT         | フロリダ大学                   |
| 92       | デンバー・ブロンコス               | ジェフ・ヒューアマン     | TE         | オハイオ州立大学               |
| 93       | インディアナポリス・コルツ         | ヘンリー・アンダーソン   | DE         | スタンフォード大学             |
| 94       | グリーンベイ・パッカーズ           | タイ・モンゴメリー       | WR         | スタンフォード大学             |
| 95       | ワシントン・レッドスキンズ         | マット・ジョーンズ       | RB         | フロリダ大学                   |
| 96       | クリーブランド・ブラウンズ         | ゼイビア・クーパー       | DT         | ワシントン州立大学             |
| 97*      | ニューイングランド・ペイトリオッツ | ジェネオ・グリッソム     | DE         | オクラホマ大学                 |
| 98*      | カンザスシティ・チーフス           | スティーブン・ネルソン   | CB         | オレゴン州立大学               |
| 99*      | シンシナティ・ベンガルズ           | ポール・ドーソン         | LB         | TCU                            |

### 4巡指名選手
| 指名順位 | チーム                             | 選手名                     | ポジション | 出身大学               |
| 100      | テネシー・タイタンズ               | アンジェロ・ブラックサン   | DT         | オーバーン大学         |
| 101      | ニューイングランド・ペイトリオッツ | トレイ・フラワーズ         | DE         | アーカンソー大学       |
| 102      | カロライナ・パンサーズ             | ダリル・ウィリアムズ       | OT         | オクラホマ大学         |
| 103      | ニューヨーク・ジェッツ             | ブライス・ペティ           | QB         | ベイラー大学           |
| 104      | ジャクソンビル・ジャガーズ         | ジェームズ・サンプル       | S          | ルイビル大学           |
| 105      | ワシントン・レッドスキンズ         | ジェイミソン・クラウダー   | WR         | デューク大学           |
| 106      | シカゴ・ベアーズ                   | ジェレミー・ラングフォード | RB         | ミシガン州立大学       |
| 107      | アトランタ・ファルコンズ           | ジャスティン・ハーディ     | WR         | 東カロライナ大学       |
| 108      | テネシー・タイタンズ               | ジャルストン・ファウラー   | FB         | アラバマ大学           |
| 109      | インディアナポリス・コルツ         | クレイトン・ギャザーズ     | S          | セントラルフロリダ大学 |
| 110      | ミネソタ・バイキングス             | T・J・クレミングス         | OT         | ピッツバーグ大学       |
| 111      | ニューイングランド・ペイトリオッツ | トレ・ジャクソン           | OG         | フロリダ州立大学       |
| 112      | ワシントン・レッドスキンズ         | アリー・コウアンジョ       | OG         | アラバマ大学           |
| 113      | デトロイト・ライオンズ             | ゲイブ・ライト             | DT         | オーバーン大学         |
| 114      | マイアミ・ドルフィンズ             | ジャミル・ダグラス         | OG         | アリゾナ州立大学       |
| 115      | クリーブランド・ブラウンズ         | イブラハイム・キャンベル   | S          | ノースウェスタン大学   |
| 116      | アリゾナ・カージナルス             | ロドニー・ガンター         | DT         | デラウェア州立大学     |
| 117      | サンフランシスコ・49ers            | ブレイク・ベル             | TE         | オクラホマ大学         |
| 118      | カンザスシティ・チーフス           | ラミク・ウィルソン         | LB         | ジョージア大学         |
| 119      | セントルイス・ラムズ               | アンドリュー・ドナル       | OT         | アイオワ大学           |
| 120      | シンシナティ・ベンガルズ           | ジョシュ・ショウ           | CB         | USC                    |
| 121      | ピッツバーグ・スティーラーズ       | ドラン・グラント           | CB         | オハイオ州立大学       |
| 122      | ボルチモア・レイブンズ             | ザダリアス・スミス         | LB         | ケンタッキー大学       |
| 123      | クリーブランド・ブラウンズ         | ヴィンス・メイル           | WR         | ワシントン州立大学     |
| 124      | タンパベイ・バッカニアーズ         | クウォン・アレクサンダー   | LB         | LSU                    |
| 125      | ボルチモア・レイブンズ             | ジャボリアス・アレン       | RB         | USC                    |
| 126      | サンフランシスコ・49ers            | マイク・デービス           | RB         | サウスカロライナ大学   |
| 127      | ダラス・カウボーイズ               | ダミアン・ウィルソン       | LB         | ミネソタ大学           |
| 128      | オークランド・レイダース           | ジョン・フェリシアーノ     | OG         | マイアミ大学           |
| 129      | グリーンベイ・パッカーズ           | ジェイク・ライアン         | LB         | ミシガン大学           |
| 130      | シアトル・シーホークス             | テリー・プール             | OG         | サンディエゴ州立大学   |
| 131      | ニューイングランド・ペイトリオッツ | シャック・メイソン         | C          | ジョージア工科大学     |
| 132*     | サンフランシスコ・49ers            | ディアンドレ・スメルター   | WR         | ジョージア工科大学     |
| 133*     | デンバー・ブロンコス               | マックス・ガルシア         | C          | フロリダ大学           |
| 134*     | シアトル・シーホークス             | マーク・グロウィンスキー   | OG         | ウェストバージニア大学 |
| 135*     | シンシナティ・ベンガルズ           | マーカス・ハーディソン     | DE         | アリゾナ州立大学       |
| 136*     | ボルチモア・レイブンズ             | トレイ・ウォーカー         | CB         | テキサスサザン大学     |

### 5巡指名選手
| 指名順位 | チーム                             | 選手名                         | ポジション | 出身大学                     |
| 137      | アトランタ・ファルコンズ           | グレイディ・ジャレット         | DT         | クレムソン大学               |
| 138      | テネシー・タイタンズ               | デビッド・コブ                 | RB         | ミネソタ大学                 |
| 139      | ジャクソンビル・ジャガーズ         | ラシャド・グリーン             | WR         | フロリダ州立大学             |
| 140      | オークランド・レイダース           | ベン・ヒーニー                 | LB         | カンザス大学                 |
| 141      | ワシントン・レッドスキンズ         | マートレル・スペイト           | LB         | アーカンソー大学             |
| 142      | シカゴ・ベアーズ                   | エイドリアン・エイモス         | S          | ペンシルベニア州立大学       |
| 143      | ミネソタ・バイキングス             | マイコール・プルイット         | TE         | 南イリノイ大学               |
| 144      | ニューヨーク・ジャイアンツ         | マイケル・トンプソン           | S          | テキサス大学                 |
| 145      | マイアミ・ドルフィンズ             | ボビー・マケイン               | CB         | メンフィス大学               |
| 146      | ミネソタ・バイキングス             | ステフォン・ディグス           | WR         | メリーランド大学             |
| 147      | グリーンベイ・パッカーズ           | ブレット・ハンドリー           | QB         | UCLA                         |
| 148      | ニューオーリンズ・セインツ         | デービス・タル                 | LB         | テネシー大学チャタヌーガ校   |
| 149      | マイアミ・ドルフィンズ             | ジェイ・アジャイ               | RB         | ボイシ州立大学               |
| 150      | マイアミ・ドルフィンズ             | セドリック・トンプソン         | S          | ミネソタ大学                 |
| 151      | インディアナポリス・コルツ         | デビッド・パリー               | DT         | スタンフォード大学           |
| 152      | ニューヨーク・ジェッツ             | ジャービス・ハリソン           | OG         | テキサスA&M大学              |
| 153      | サンディエゴ・チャージャーズ       | カイル・エマニュエル           | LB         | ノースダコタ州立大学         |
| 154      | ニューオーリンズ・セインツ         | タイラー・デイビソン           | DT         | フレズノ州立大学             |
| 155      | バッファロー・ビルズ               | カルロス・ウィリアムズ         | RB         | フロリダ州立大学             |
| 156      | マイアミ・ドルフィンズ             | トニー・リペット               | WR         | ミシガン州立大学             |
| 157      | シンシナティ・ベンガルズ           | C・J・ウゾマ                   | TE         | オーバーン大学               |
| 158      | アリゾナ・カージナルス             | シャキール・リディック         | DE         | ウェストバージニア大学       |
| 159      | アリゾナ・カージナルス             | J・J・ネルソン                 | WR         | アラバマ大学バーミングハム校 |
| 160      | ピッツバーグ・スティーラーズ       | ジェシー・ジェームズ           | TE         | ペンシルベニア州立大学       |
| 161      | オークランド・レイダース           | ネイロン・ボール               | LB         | フロリダ大学                 |
| 162      | タンパベイ・バッカニアーズ         | ケニー・ベル                   | WR         | ネブラスカ大学               |
| 163      | ダラス・カウボーイズ               | ライアン・ラッセル             | DE         | パデュー大学                 |
| 164      | デンバー・ブロンコス               | ロレンゾ・ドス                 | CB         | テュレーン大学               |
| 165      | サンフランシスコ・49ers            | ブラッドリー・ピニオン         | P          | クレムソン大学               |
| 166      | ニューイングランド・ペイトリオッツ | ジョー・カードナ               | LS         | 海軍士官学校                 |
| 167      | ニューオーリンズ・セインツ         | ダミアン・スワン               | CB         | ジョージア大学               |
| 168      | デトロイト・ライオンズ             | マイケル・バートン             | FB         | ラトガース大学               |
| 169*     | カロライナ・パンサーズ             | デビッド・メイヨ               | LB         | テキサス州立大学             |
| 170*     | シアトル・シーホークス             | タイ・スミス                   | CB         | タウソン大学                 |
| 171*     | ボルチモア・レイブンズ             | ニック・ボイル                 | TE         | デラウェア大学               |
| 172*     | カンザスシティ・チーフス           | D・J・アレクサンダー           | LB         | オレゴン州立大学             |
| 173*     | カンザスシティ・チーフス           | ジェームズ・オショーネシー     | TE         | イリノイ州立大学             |
| 174*     | カロライナ・パンサーズ             | キャメロン・アーティス＝ペイン | RB         | オーバーン大学               |
| 175*     | ヒューストン・テキサンズ           | キース・マンフェリー           | WR         | ミシガン州立大学             |
| 176*     | ボルチモア・レイブンズ             | ロバート・マイアース           | OG         | テネシー州立大学             |

### 6巡指名選手
| 指名順位 | チーム                             | 選手名                   | ポジション | 出身大学                       |
| 177      | テネシー・タイタンズ               | ディオントレス・マウント | LB         | ルイビル大学                   |
| 178      | ニューイングランド・ペイトリオッツ | マシュー・ウェルズ       | LB         | ミシシッピ州立大学             |
| 179      | オークランド・レイダース           | マックス・バレス         | LB         | バージニア大学                 |
| 180      | ジャクソンビル・ジャガーズ         | マイケル・ベネット       | DT         | オハイオ州立大学               |
| 181      | ワシントン・レッドスキンズ         | キショーン・ジャレット   | S          | バージニア工科大学             |
| 182      | ワシントン・レッドスキンズ         | テビン・ミッチェル       | CB         | アーカンソー大学               |
| 183      | シカゴ・ベアーズ                   | タヨ・ファブルジェ       | OT         | TCU                            |
| 184      | タンパベイ・バッカニアーズ         | ケーリン・クレイ         | WR         | ユタ大学                       |
| 185      | ミネソタ・バイキングス             | タイラス・トンプソン     | OT         | オクラホマ大学                 |
| 186      | ニューヨーク・ジャイアンツ         | ジェレミー・デービス     | WR         | コネチカット大学               |
| 187      | ワシントン・レッドスキンズ         | エバン・スペンサー       | WR         | オハイオ州立大学               |
| 188      | バッファロー・ビルズ               | トニー・スチュワード     | LB         | クレムソン大学                 |
| 189      | クリーブランド・ブラウンズ         | チャールズ・ゲインズ     | CB         | ルイビル大学                   |
| 190      | サンフランシスコ・49ers            | イアン・シルバーマン     | OG         | ボストンカレッジ               |
| 191      | フィラデルフィア・イーグルス       | ジャコリー・シェパード   | CB         | カンザス大学                   |
| 192      | サンディエゴ・チャージャーズ       | ダリアス・フィロン       | DT         | アーカンソー大学               |
| 193      | ミネソタ・バイキングス             | B・J・デュボース         | DE         | ルイビル大学                   |
| 194      | バッファロー・ビルズ               | ニック・オリアリー       | TE         | フロリダ州立大学               |
| 195      | クリーブランド・ブラウンズ         | マルコム・ジョンソン     | TE         | ミシシッピ州立大学             |
| 196      | フィラデルフィア・イーグルス       | ランドール・エバンズ     | CB         | カンザス州立大学               |
| 197      | シンシナティ・ベンガルズ           | デロン・スミス           | S          | フレズノ州立大学               |
| 198      | クリーブランド・ブラウンズ         | ランドール・テルファー   | TE         | USC                            |
| 199      | ピッツバーグ・スティーラーズ       | レテリアス・ウォルトン   | DT         | セントラルミシガン大学         |
| 200      | デトロイト・ライオンズ             | クアンドレ・ディグス     | S          | テキサス大学                   |
| 201      | セントルイス・ラムズ               | バド・サッサー           | WR         | ミズーリ大学                   |
| 202      | ニューイングランド・ペイトリオッツ | A・J・ダービー           | TE         | アーカンソー大学               |
| 203      | デンバー・ブロンコス               | ダリアス・キルゴ         | DT         | メリーランド大学               |
| 204      | ボルチモア・レイブンズ             | ダレン・ウォーラー       | WR         | ジョージア工科大学             |
| 205      | インディアナポリス・コルツ         | ジョシュ・ロビンソン     | RB         | ミシシッピ州立大学             |
| 206      | グリーンベイ・パッカーズ           | アーロン・リプコウスキー | FB         | オクラホマ大学                 |
| 207      | インディアナポリス・コルツ         | アマロ・ヘレーラ         | LB         | ジョージア大学                 |
| 208      | テネシー・タイタンズ               | アンディ・ガリック       | C          | ボストンカレッジ               |
| 209*     | シアトル・シーホークス             | オバム・グワチャム       | DE         | オレゴン州立大学               |
| 210*     | グリーンベイ・パッカーズ           | クリスチャン・リンゴ     | DE         | ルイジアナ大学ラファイエット校 |
| 211*     | ヒューストン・テキサンズ           | レシャード・クリート     | LB         | サウスフロリダ大学             |
| 212*     | ピッツバーグ・スティーラーズ       | アンソニー・チキロ       | DE         | マイアミ大学                   |
| 213*     | グリーンベイ・パッカーズ           | ケナード・バックマン     | TE         | アラバマ大学バーミングハム校   |
| 214*     | シアトル・シーホークス             | クリスチャン・ソコリ     | DT         | バッファロー大学               |
| 215*     | セントルイス・ラムズ               | コーディー・ウィッチマン | OG         | フレズノ州立大学               |
| 216*     | ヒューストン・テキサンズ           | クリスチャン・コビントン | DT         | ライス大学                     |
| 217*     | カンザスシティ・チーフス           | ラキーム・ヌネス＝ロヘス | DT         | サザンミシシッピ大学           |

### 7巡指名選手
| 指名順位 | チーム                             | 選手名                               | ポジション | 出身大学                         |
| 218      | クリーブランド・ブラウンズ         | アンソニー・モリス                   | OT         | テネシー州立大学                 |
| 219      | クリーブランド・ブラウンズ         | ヘイズ・パラード                     | LB         | USC                              |
| 220      | ジャクソンビル・ジャガーズ         | ニール・スターリング                 | WR         | モンマス大学                     |
| 221      | オークランド・レイダース           | アドレ・ディボース                   | WR         | フロリダ大学                     |
| 222      | ワシントン・レッドスキンズ         | オースティン・リーター               | C          | サウスフロリダ大学               |
| 223      | ニューヨーク・ジェッツ             | ディーン・サイモン                   | DT         | ノースウェスタン州立大学         |
| 224      | セントルイス・ラムズ               | ブライス・ヘイガー                   | LB         | ベイラー大学                     |
| 225      | アトランタ・ファルコンズ           | ジェイク・ロジャース                 | OT         | 東ワシントン大学                 |
| 226      | ニューヨーク・ジャイアンツ         | ボビー・ハート                       | OT         | フロリダ州立大学                 |
| 227      | セントルイス・ラムズ               | マーティン・イフェヂ                 | DE         | メンフィス大学                   |
| 228      | ミネソタ・バイキングス             | オースティン・シェパード             | OT         | アラバマ大学                     |
| 229      | ジャクソンビル・ジャガーズ         | ベン・コヤック                       | TE         | ノートルダム大学                 |
| 230      | ニューオーリンズ・セインツ         | マーカス・マーフィー                 | RB         | ミズーリ大学                     |
| 231      | タンパベイ・バッカニアーズ         | ジョーイ・イオセファ                 | FB         | ハワイ大学                       |
| 232      | ミネソタ・バイキングス             | エドモンド・ロビンソン               | LB         | ニューベリーカレッジ             |
| 233      | カンザスシティ・チーフス           | ダロン・ブラウン                     | WR         | 北イリノイ大学                   |
| 234      | バッファロー・ビルズ               | デズミン・ルイス                     | WR         | アーカンソー中央大学             |
| 235      | ヒューストン・テキサンズ           | ケニー・ヒリャード                   | RB         | LSU                              |
| 236      | ダラス・カウボーイズ               | マーク・エンゾチャ                   | LB         | ワイオミング大学                 |
| 237      | フィラデルフィア・イーグルス       | ブライアン・ミハリック               | DE         | ボストンカレッジ                 |
| 238      | シンシナティ・ベンガルズ           | マリオ・アルフォード                 | WR         | ウェストバージニア大学           |
| 239      | ピッツバーグ・スティーラーズ       | ジェロッド・ホリマン                 | S          | ルイビル大学                     |
| 240      | デトロイト・ライオンズ             | コーリー・ロビンソン                 | OT         | サウスカロライナ大学             |
| 241      | クリーブランド・ブラウンズ         | イーフォー・エクプレイ＝オーロームー | CB         | オレゴン大学                     |
| 242      | オークランド・レイダース           | デクスター・マクドナルド             | CB         | カンザス大学                     |
| 243      | ダラス・カウボーイズ               | ローレンス・ギブソン                 | OT         | バージニア工科大学               |
| 244      | サンフランシスコ・49ers            | トレント・ブラウン                   | OT         | フロリダ大学                     |
| 245      | テネシー・タイタンズ               | トレ・マクブライド                   | WR         | ウィリアム・アンド・メアリー大学 |
| 246      | ダラス・カウボーイズ               | ジョフ・スウェイム                   | TE         | テキサス大学                     |
| 247      | ニューイングランド・ペイトリオッツ | ダリル・ロバーツ                     | CB         | マーシャル大学                   |
| 248      | シアトル・シーホークス             | ライアン・マーフィー                 | S          | オレゴン州立大学                 |
| 249      | アトランタ・ファルコンズ           | アキーム・キング                     | CB         | サンノゼ州立大学                 |
| 250*     | デンバー・ブロンコス               | トレバー・シーミアン                 | QB         | ノースウェスタン大学             |
| 251*     | デンバー・ブロンコス               | トーリアン・ニクソン                 | CB         | テュレーン大学                   |
| 252*     | デンバー・ブロンコス               | ジョシュ・ファーマン                 | S          | オクラホマ州立大学               |
| 253*     | ニューイングランド・ペイトリオッツ | ゼイビア・ディクソン                 | LB         | アラバマ大学                     |
| 254*     | サンフランシスコ・49ers            | ロリー・アンダーソン                 | TE         | サウスカロライナ大学             |
| 255*     | インディアナポリス・コルツ         | デンゼル・グッド                     | OT         | マースヒル大学                   |
| 256*     | アリゾナ・カージナルス             | ジェラルド・クリスチャン             | TE         | ルイビル大学                     |

### 追加ドラフト
7月9日に追加ドラフトが行われ7人がドラフト対象となった。セントルイス・ラムズが5巡でアイザイア・バトルを指名した。ラムズは翌年のドラフト5巡指名権を失った。

### ドラフト外入団の主な選手
| チーム                             | 選手名                             | ポジション | 出身大学                                 |
| アリゾナ・カージナルス             | カリエル・ブルックス               | CB         | アダム州立大学                           |
| アリゾナ・カージナルス             | エドウィン・ジャクソン             | LB         | ジョージアサザン大学                     |
| アリゾナ・カージナルス             | ハロルド・ジョーンズ＝クォーティー | S          | フィンドレー大学                         |
| アリゾナ・カージナルス             | ジャクソン・シプリー               | WR         | テキサス大学                             |
| アリゾナ・カージナルス             | ゼイビア・ウィリアムズ             | NT         | 北アイオワ大学                           |
| ボルチモア・レイブンズ             | ダニエル・ブラウン                 | TE         | ジェームズ・マディソン大学               |
| ボルチモア・レイブンズ             | ニック・イーストン                 | OG         | ハーバード大学                           |
| ボルチモア・レイブンズ             | ディアンドレ・カーター             | WR         | サクラメント州立大学                     |
| バッファロー・ビルズ               | クリス・マンハーツ                 | TE         | カニシャス大学                           |
| カロライナ・パンサーズ             | マット・ワイル                     | P          | ミシガン大学                             |
| シカゴ・ベアーズ                   | ブライス・キャラハン               | CB         | ライス大学                               |
| シカゴ・ベアーズ                   | ジャコビー・グレン                 | CB         | セントラルフロリダ大学                   |
| シカゴ・ベアーズ                   | カーリ・リー                       | TE         | ボイシ州立大学                           |
| シカゴ・ベアーズ                   | リック・ロバト                     | LS         | オールドドミニオン大学                   |
| シカゴ・ベアーズ                   | キャメロン・メレディス             | WR         | イリノイ州立大学                         |
| シカゴ・ベアーズ                   | ジョン・ティム                     | LB         | ワシントン大学                           |
| シンシナティ・ベンガルズ           | マイケル・ベネット                 | WR         | ジョージア大学                           |
| シンシナティ・ベンガルズ           | トロイ・ヒル                       | CB         | オレゴン大学                             |
| シンシナティ・ベンガルズ           | ジェイク・キューメロウ             | WR         | ウィスコンシン大学ホワイトウォーター校   |
| シンシナティ・ベンガルズ           | デショーン・ウィリアムズ           | DT         | クレムソン大学                           |
| クリーブランド・ブラウンズ         | ダリアス・ジェニングス             | WR         | バージニア大学                           |
| ダラス・カウボーイズ               | ラエル・コリンズ                   | OG         | LSU                                      |
| ダラス・カウボーイズ               | エフェ・オバダ                     | DE         | ヨーロッパ出身選手                       |
| デンバー・ブロンコス               | A・J・ジョンソン                   | LB         | テネシー大学                             |
| デトロイト・ライオンズ             | ザック・ゼナー                     | RB         | サウスダコタ州立大学                     |
| ヒューストン・テキサンズ           | グレッグ・マンツ                   | C          | トレド大学                               |
| ヒューストン・テキサンズ           | コリー・ムーア                     | S          | ジョージア大学                           |
| ヒューストン・テキサンズ           | ケンドール・ラム                   | OT         | アパラチアン州立大学                     |
| ジャクソンビル・ジャガーズ         | サム・フィッケン                   | K          | ペンシルベニア州立大学                   |
| ジャクソンビル・ジャガーズ         | クリス・リード                     | OG         | ミネソタ州立大学                         |
| カンザスシティ・チーフス           | デビッド・アービング               | DE         | アイオワ州立大学                         |
| マイアミ・ドルフィンズ             | マット・ダー                       | P          | テネシー大学                             |
| マイアミ・ドルフィンズ             | アンドリュー・フランクス           | K          | レンセラー工科大学                       |
| マイアミ・ドルフィンズ             | ネビル・ヒューイット               | LB         | マーシャル大学                           |
| マイアミ・ドルフィンズ             | マイク・ハル                       | LB         | ペンシルベニア州立大学                   |
| ミネソタ・バイキングス             | アンソニー・ハリス                 | S          | バージニア大学                           |
| ミネソタ・バイキングス             | ジャスティン・コールマン           | CB         | テネシー大学                             |
| ミネソタ・バイキングス             | テイラー・ハイニキ                 | QB         | オールドドミニオン大学                   |
| ニューイングランド・ペイトリオッツ | デビッド・アンドリュース           | C          | ジョージア大学                           |
| ニューイングランド・ペイトリオッツ | ブランドン・キング                 | LB         | オーバーン大学                           |
| ニューヨーク・ジャイアンツ         | マット・ラコス                     | TE         | イリノイ大学                             |
| ニューヨーク・ジャイアンツ         | ウィル・タイ                       | TE         | ニューヨーク州立大学ストーニーブルック校 |
| ニューヨーク・ジェッツ             | テヴォーン・キャンベル             | CB         | レジャイナ大学                           |
| ニューヨーク・ジェッツ             | ウェス・サクストン                 | TE         | 南アラバマ大学                           |
| オークランド・レイダース           | ロバートソン・ダニエル             | DB         | BYU                                      |
| フィラデルフィア・イーグルス       | ジョン・ハリス                     | WR         | テキサス大学                             |
| フィラデルフィア・イーグルス       | ラヒーム・モスタート               | RB         | パデュー大学                             |
| ピッツバーグ・スティーラーズ       | B・J・フィンリー                   | C          | カンザス州立大学                         |
| ピッツバーグ・スティーラーズ       | イーライ・ロジャース               | WR         | クレムソン大学                           |
| サンディエゴ・チャージャーズ       | タイリーク・バーウェル             | OT         | シンシナティ大学                         |
| サンディエゴ・チャージャーズ       | ジョシュ・ランボ                   | K          | テキサスA&M大学                          |
| サンディエゴ・チャージャーズ       | タイレル・ウィリアムズ             | WR         | 西オレゴン大学                           |
| サンフランシスコ・49ers            | ジャーメイン・ホワイトヘッド       | FS         | オーバーン大学                           |
| シアトル・シーホークス             | ジェシー・デービス                 | OT         | アイダホ大学                             |
| シアトル・シーホークス             | トーマス・ロールズ                 | RB         | 中央ミシガン大学                         |
| シアトル・シーホークス             | アレックス・シングレトン           | LB         | モンタナ州立大学                         |
| セントルイス・ラムズ               | マルコム・ブラウン                 | RB         | テキサス大学                             |
| タンパベイ・バッカニアーズ         | デシャザー・エベレット             | FS         | テキサスA&M大学                          |
| タンパベイ・バッカニアーズ         | アダム・ハンフリーズ               | WR         | クレムソン大学                           |
| テネシー・タイタンズ               | クイントン・スペイン               | OG         | ウェストバージニア大学                   |
| ワシントン・レッドスキンズ         | タイ・ロング                       | P          | アラバマ大学バーミングハム校             |
| ワシントン・レッドスキンズ         | クイントン・ダンバー               | CB         | フロリダ大学                             |